# Volo Air France 212 (1968)
Il volo Air France 212 era un volo passeggeri di linea internazionale da Santiago del Cile, in Cile, a Parigi, in Francia, con scali intermedi a Lima (Perù), Quito (Ecuador), Bogotà (Colombia), Caracas (Venezuela), Pointe-à-Pitre (Guadalupa, Francia), Santa Maria (Azzorre, Portogallo) e Lisbona (Portogallo). Il 5 marzo 1968, un Boeing 707-320C operante il volo precipitò sulla Grande Soufrière, in Guadalupa, durante l'avvicinamento dall'aeroporto Internazionale di Pointe-à-Pitre. Tutti i 63 a bordo persero la vita.
Il disastro avvenne sei anni dopo il volo Air France 117, che si schiantò contro una collina a Nord della stessa isola del volo 212, quella di Guadalupa, durante l'avvicinamento allo stesso aeroporto. Meno di due anni dopo, nel dicembre del 1969, il volo Air France 212, che percorreva la stessa rotta di quello precipitato nel 1968, si inabissò nell'Oceano Atlantico pochi minuti dopo il decollo da Caracas.

## L'aereo
Il velivolo coinvolto era un Boeing 707-320C, marche F-BLCJ, numero di serie 19724, numero di linea 667. Volò per la prima volta il 13 gennaio 1968 e venne consegnato ad Air France il 24 gennaio. Era alimentato da 4 motori turboventola Pratt & Whitney JT3D-3B. Al momento dell'incidente, l'aereo aveva poco meno di due mesi: aveva volato per sole 46 ore ed era al suo secondo volo passeggeri per la compagnia di bandiera francese.

## L'incidente
Quando il controllo del traffico aereo autorizzò l'equipaggio ad effettuare un avvicinamento visivo alla pista 11 di Le Raizet, i piloti segnalarono di avere l'aeroporto in vista: il volo 212 iniziò a scendere dai 9 000 piedi (2 700 m) ai quali si trovava, passando sopra Saint-Claude, Guadalupa, ad un'altitudine di circa 4 400 piedi (1 300 m). Mentre l'aereo proseguiva verso Nord-Ovest, si schiantò contro La Grande Soufrière, uno stratovulcano, 27,5 chilometri a Sud-Sud-Ovest dell'aeroporto e a circa 5 chilometri dalla cima principale della Grande Soufrière, ad un'altitudine di 3 937 piedi (1 200 m).

## Le indagini
Nel final report, pubblicato un anno e tre mesi dopo, viene riportato: